# かいぞくポケット
『かいぞくポケット』は、寺村輝夫による日本の児童文学。『王さまシリーズ』に次ぐ寺村の大ヒット作である。イラストは永井郁子が担当。あかね書房より刊行されている。以下当記事の出典はすべて、#既刊に掲載している各21冊による。

## 作品解説

### 概要
寺村の作品の中では比較的対象年齢が低い作品の一つ。当初は小学校中学年向きを意識して書いたが、3巻が出た頃から、保育園児からの支持が高まり、保育園行事を『ポケット』でイメージして装飾する試みが、全国の保育園で多数行なわれたと語っている。逆に幼稚園では人気に温度差があり、寺村が教授をつとめる文京学院大学の、ゼミの学生が発表会で使った一件しか報告がないとの事。

### 劇中解説
- 作品のテーマは海賊だが、舞台は中世ではなく、自動車やテレビなども登場する（この辺は『ぼくは王さま』に似ている）。
- 毎回歌うシーンがある。これはポケットが1巻冒頭において即興で作った歌で、出だしと劇中半ばの二回必ず歌われ、皆で体操として踊っていたり、歌詞の一部が微妙に違う場合もある。
- 作中に登場する玉子、アフリカやアフリカに住む動物たち、なんでもさかさまになる会話や世界観、毎回章の最後に「もしきみが○○できたら、つぎをよんでよろしい」の表現などは、寺村がこれまで多くの作品で書いてきた特徴である。
- 各巻の最後では必ずなにか宝物を手にし（あまり価値がないように見えるものの場合もある）、ラストシーンは「そしてまたポケットごうは、新しい冒険に出発した」で終わる。奥付のイラストはポケットの仮装をした寺村と、アイコの仮装をした永井だが、6巻からはその上に、その巻で入手した宝物のカットが入るようになった。次の巻の冒頭では前回の巻の宝物が出てくるが、伏線の一部が引き継がれるだけで、長期に渡って描かれる宝物は存在しない。
- ポケットは寺村・永井・あかね書房トリオの『わかったさんのおかしシリーズ』や『わたし魔女ですマヤイです』にもゲスト出演している。

## キャラクター紹介
レギュラーは以下の五人のみ。二度登場するゲストはいるが、セミレギュラーは存在しない。永井の挿絵はこのシリーズの途中からCG（コンピュータグラフィックス）を導入、後半からは幻想的なシーンなどの絵がかなり凝っている。
ポケット
- 1巻の冒頭でいきなり海賊になってしまう主人公。なった理由は本人にもわからない。『寺村輝夫の昭和の足あと全1冊』によると、イントロは当初「歯医者に行きたくない子供が、気がつくと海賊になっていた」だったが、文京女子大の学生に読んでもらった所、そのシーンが感心できないとのことで、カットされた。
- 左目の眼帯など、典型的な海賊の船長の格好をしている。
- ピストルを携帯しており、劇中で時々撃っている。しかし子供なので、酒は飲めない。

アイコ
- 白い体に緑の眼を持ち、人語をしゃべる魔法ネコ。
- 時々「ポケット、ケポット、トッポケト」という魔法の呪文を使い、ポケットたちと逆の行動をとったり、閉塞して身動きが取れなかった展開に新たな穴を開けたりする。なおこの呪文はやはり寺村・永井・あかね書房のトリオによる『わたし魔女になりたい!』にも登場している。
- ポケットや三人の子分に協力する事もあるが、別行動をとったり対立する事もあり、レギュラーキャラの中で一人だけポジションが離れがちである（『ルパン三世』の峰不二子のようなもの）。
- 一人になりたい時は、イカリの近くにある自分だけの秘密部屋にいる。この場所はアイコしか知らず、皆は見つける事ができない。

### 三人の子分
- ポケットの事を「おかしら」と呼ぶ。
- 三人でじゃんけんをすると、いつも同じ拳を出すので、勝負がまったくつかない。

ジャン
- 砲撃手。
- 牛乳びんの底みたいな眼鏡に、ちぢれ毛の不精ひげを生やした顔で、外見は一番変人じみている。
- 極度の近眼で、自分の目前でさえおぼつかなく、海賊のくせに泳ぐこともできない。しかし反面砲術の腕は世界一で、狙った標的は絶対はずさない。また嗅覚も非常に優れる。
- じゃんけんではいつもチョキを出す。返事は「はい」。

ケン
- 水夫。
- 雲をつくような大男で、眼がかくれるほど帽子をかぶり、長いひげを生やしている。
- 帆船であるポケット号のマストたたみや、航海資材の積み込みが主な仕事だが、何もない時は甲板で昼寝ばかりしている。性格は他の皆よりやや粗暴。
- じゃんけんではいつもをグーを出す。返事は「ほい」。

ポン
- コック。
- 鼻の大きな非凡な顔で、三人の子分の中では外見・性格とももっとも常識人。
- 厨房に本棚を持ち、多数の本を読んでいるので、コックとしての能力だけでなく、知恵袋としての役目も持つ。集団キャラクター物としてコックが重要な位置を占めるのは、寺村の作品では『王さま』と同じ。
- じゃんけんではいつもパーを出す。返事は「へい」。

## 既刊
- 発行部数は19巻までの時点で150万部。発行当時の児童図書界では、相当の部数だという。
- 寺村の作品を特定1シリーズ別に数えた場合、全20巻は全シリーズの中で最長である（『王さま』はシリーズ別で数えると最長10巻、まとめると30巻を超える）。

1. なぞのたから島 ISBN 978-4251037718
2. 空とぶかいぞくせん ISBN 978-4251037725
3. のろわれた たまご ISBN 978-4251037732
4. あやしいほらあな ISBN 978-4251037749
5. あやうしポケット ISBN 978-4251037756
6. 竜王のたからもの ISBN 978-4251037763
7. 魔女のワナムケ ISBN 978-4251037770
8. 海の女王のわな ISBN 978-4251037787
9. 人魚となぞの木 ISBN 978-4251037794
10. うらないのひみつ ISBN 978-4251037800
11. はねのあるキリン ISBN 978-4251037817
12. かみなりトッケポ ISBN 978-4251037824
13. ゆうれいせんペサ ISBN 978-4251037831
14. とうめい人間ジャン ISBN 978-4251037848
15. ロボット人間ポン ISBN 978-4251037855
16. うちゅう人間ケン ISBN 978-4251037862
17. こおったポケット ISBN 978-4251037879
18. アイコのじゅもん ISBN 978-4251037886
19. サアナごうをうて ISBN 978-4251037893
20. ながれ星のひみつ ISBN 978-4251037909

- 寺村輝夫のポケットケポット全一冊

この全集の挿絵は、本文中にはまったくないが、表紙や中表紙を『王さま』で知られる和歌山静子が担当しており、永井でなく和歌山が描いた、珍しい『ポケット』を見ることができる。

## 絵本以外のメディア化
- 寺村の作品は、生前はアニメや映画化こそされなかったものの、人形劇や劇団公開が多数行われており、人形劇団ポポロが本作を公開した時「保育園では必ず団体申し込みがとれる」との感想をもらっている。
- NHK教育テレビでも、一人芝居と朗読劇を組み合わせたスタイルで放送されたことがある。